# NGC 5154
NGC 5154 је спирална галаксија у сазвежђу Ловачки пси која се налази на NGC листи објеката дубоког неба.
Деклинација објекта је + 36° 0' 38" а ректасцензија 13h 26m 28,6s. Привидна величина (магнитуда) објекта NGC 5154 износи 13,9 а фотографска магнитуда 14,6. NGC 5154 је још познат и под ознакама UGC 8447, MCG 6-30-11, CGCG 190-11, KCPG 375B, PGC 47041.